# Extensión capilar

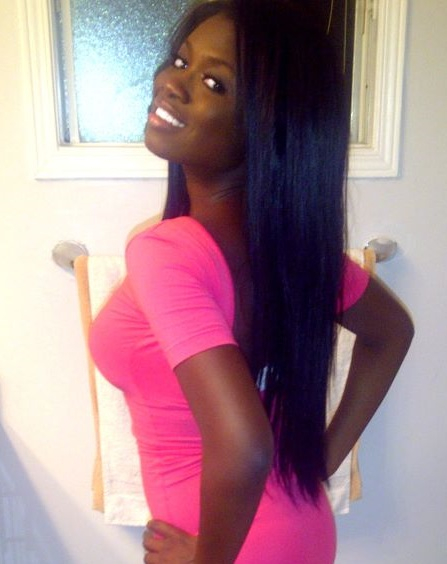
Extensiones implantadas

Las extensiones capilares son mechones de pelo que se adosan a la cabellera para darle volumen y/o longitud.
Se trata de una solución muy corriente entre mujeres (fundamentalmente) que buscan un cambio de look ya sea para momentos puntuales o más para largo plazo.
La duración media de las extensiones de pelo suele ser de entre 2 a 3 meses, según la velocidad de crecimiento del cabello de cada persona.

## Tipología
Existen extensiones capilares de varios tipos:
- Extensiones de pelo[1] adhesivas: se componen de tiras adhesivas que se fijan al cuero cabelludo con total seguridad y sin dañar el pelo. Son muy populares en peluquerías y salones por su buen resultado.
- Extensiones de pelo queratina: es la solución que dura más tiempo. Se fijan a la raíz de nuestro propio cabello mediante la aplicación de calor. Se adhieren mechón por mechón mediante los puntos de unión que llevan una aplicación de queratina, que se funde para unirse al cabello.
- Extensiones de pelo ramal: son muy utilizadas por las celebrities para acudir a eventos y galas. Son muy fáciles de colocar (siempre por un experto) gracias a sus diferentes sistemas de fijación: grapas, cosidas o clips.[2][3]
- Extensiones de quita y pon: como su nombre indica, las extensiones de quita y pon son las más fáciles de colocar, ya que una misma puedes hacerlo en minutos. Son las más populares por la posibilidad que da de cambiar de look en cualquier momento. Además, puedes elegir entre los sistemas de fijación de clip o de hilo elástico.
- Extensiones de volumen: es la solución ideal para mujeres con pelo fino o falta de densidad capilar. Tienen sistemas de fijación más permanentes como con adhesivos, micropuntos o de cable, o semipermanentes con aplicación de clip.

Todas estas extensiones se pueden encontrar tanto de pelo natural como de pelo sintético.